# Biogeochemie
Die Biogeochemie (altgriechisch βίος bios = Leben, γῆ ge = Erde, γεω- geo- = Erde betreffend, χημεία chemeia = Chemie) befasst sich mit den chemischen, biologischen und physikalischen Prozessen, welche dem Aufbau und den Funktionen von Ökosystemen oder auch Landschaften zu Grunde liegen. Biogeochemie ist eine interdisziplinäre Systemwissenschaft, deren Themenkreis alle fünf geochemischen Sphären umfasst: Biosphäre, Pedosphäre, Hydrosphäre, Erdatmosphäre und Lithosphäre.

## Forschungsbereich
Der Bereich der Forschung ist trotz der weitgefassten Definition relativ eng konzentriert: Biogeochemie befasst sich im Wesentlichen mit Stoffflüssen in und aus Systemen, sowie den Stoffumsätzen im System selbst (zusammengefasst: Stoffhaushalt). Die Bilanzierung der Flüsse erfolgt meistens an den Systemgrenzen. Eine bedeutende Rolle spielen Stoffkreisläufe, wie beispielsweise der Kohlenstoff-, der Stickstoff-, Schwefel- und der Phosphorkreislauf. Energie- und Informationsflüsse und -umsätze sind nicht Teil der Forschung.
Einige wichtige aktuelle Umweltproblemfelder werden mit Hilfe von biogeochemischen Ansätzen untersucht:
- Boden- und Gewässerversauerung
- terrestrische und aquatische Eutrophierung
- Waldzustand, Waldschäden und Waldsterben
- Bodeneintrag aus der Atmosphäre und Prozesse im Boden
- Klimawandel, Ursache und Folge, Kohlenstoffzyklus
- Die chemische Veränderung der Atmosphäre und ihre Folgen für die Vegetation

## Geschichte der Biogeochemie
Als Begründer der Wissenschaft Geochemie gilt Wladimir Wernadski, ein ukrainischer und russischer Wissenschaftler, spezialisiert im Bereich Geologie und Mineralogie. Anfang des 20. Jahrhunderts befasste er sich mit der chemischen Zusammensetzung organischer Substanzen, dem Ablauf und den Auswirkungen geochemischer Prozesse, an denen Organismen beteiligt sind.
Dem US-amerikanischen Geochemiker und Limnologen George Evelyn Hutchinson wird die Abgrenzung des wissenschaftlichen Bereiches und der Prinzipien der jungen Disziplin zugeschrieben.
Ende der 1960er Jahre entwickelte der Geochemiker James Lovelock zusammen mit der Evolutionsbiologin Lynn Margulis die Gaia-Hypothese, wonach sich die Biosphäre zusammen mit den unbelebten Komponenten der Erdoberfläche wie ein eigenständiger selbstregulierender Organismus verhält und die Biosphäre die Zusammensetzung der Atmosphäre maßgeblich reguliert und dadurch das Klima stabilisiert. Auch diese Theorie stützt sich im Wesentlichen auf biogeochemische Zusammenhänge. Auch wenn manche Thesen der Gaia-Theorie von der wissenschaftlichen Mehrheit nicht geteilt werden, hat sie diesem Forschungszweig erstmals eine größere Aufmerksamkeit gebracht und insbesondere die Entwicklung der Erdsystemforschung vorangetrieben.
Durch die verschiedenen Umweltprobleme rückte die biogeochemische Forschung in den 1980er Jahren weiter in das Bewusstsein der Öffentlichkeit. Durch detaillierte Untersuchung des Stoffhaushalts von Ökosystemen erhofft man sich grundlegende Aufschlüsse über Funktion und Steuerung von Ökosystemen und somit ein besseres Verständnis der Problemursachen. In den 1990er und 2000er Jahren wurden zahlreiche numerische Modelle zur Simulation biogeochemischer Prozesse entwickelt um die Rückkopplungen verschiedener Ökosysteme, zum Beispiel Sediment und Ozean als ein biogeochemisches System, besser zu verstehen.
In jüngerer Zeit entwickelte sich aus der Biogeochemie heraus auch die Idee des Geo-Engineering. Der Begriff bezeichnet Überlegungen, auf technischem Weg in geochemische Kreisläufe einzugreifen, etwa um die Globale Erwärmung oder die Versauerung der Meere zu bremsen.